# Центральный научно-исследовательский институт Воздушно-космических сил Российской Федерации
Центральный научно-исследовательский институт Воздушно-космических сил Российской Федерации (НИИ ВКО, ЦНИИ ВКС Минобороны России) — федеральное государственное бюджетное учреждение, ведёт свою историю с 1 сентября 1935 года, когда был образован Артиллерийский стрелковый комитет зенитной артиллерии Рабоче-крестьянской Красной Армии. В настоящее время  ЦНИИ ВКС Минобороны России занимается исследованиями направленными на решение  вопросов воздушно-космической обороны и военно-космической деятельности Российской Федерации. Сам институт находится в городе Тверь и имеет три испытательных центра в Твери, Королеве и Москве. В частности, институт занимался разработкой ракет «Искандер».

## Сотрудники
- Начальник отдела кадров — Прядко Виталий Васильевич;
- Начальник отделения в Твери — Егужоков Руслан Асланович[3];
- Старший научный сотрудник в Твери — Хмаров Игорь Михайлович[3].

## Пожар 2022 года
21 апреля 2022 года утром в главном корпусе в Твери случился пожар. Очаг возгорания был в здании Научно-исследовательского института воздушно-космической обороны (НИИ ВКО). Пожарных вызвали только спустя полтора часа после начала пожара. В тушении пожара принимали участие отделения пожарно-спасательных частей № 1, № 2, № 3, № 4, № 72, СПСЧ, дежурная смена СПТ. Всего тушили 243 человека и 69 единиц техники, включая вертолёты Ми-8. По официальным данным погибли 17 и пострадали около 30 человек, а ещё 10 пропали. Корпус НИИ сгорел дотла. Пожар окончился 22 апреля в 7:33. По факту пожара возбудили уголовное дело (нарушение требований пожарной безопасности, повлекшее по неосторожности смерть двух или более лиц).

## Санкции
20 июля 2023 года, на фоне вторжения России на Украину, центр попал в блокирующий санкционный список США против предприятий поддерживающих войну России против Украины в целях «ограничить возможность России по разработке аэрокосмических технологий, которые могут быть использованы для поддержки её сухопутных войск, воюющих в Украине».